# Fanagmore
Fanagmore (Schots-Gaelisch: An Fheannag Mhòr) is een dorp in de Schotse lieutenancy Sutherland in het raadsgebied Highland.